# Archibald Sayce
Archibald Henry Sayce FRAS (25 de septiembre de 1845 – 4 de febrero de 1933) fue un destacado asiriólogo y lingüista británico, pionero en su campo. Ocupó la cátedra de Profesor de Asiriología Universidad de Oxford desde 1891 hasta 1919. Sayce era capaz de escribir en al menos veinte lenguas antiguas y modernas, y era conocido por su énfasis en la importancia de la evidencia arqueológica y monumental en la investigación lingüística. Contribuyó con artículos en la 9.ª, 10.ª y 11.ª ediciones de la Encyclopædia Britannica.

## Biografía
Sayce nació en Shirehampton, cerca de Bristol, el 25 de septiembre de 1845. Aunque el inicio de su educación se retrasó debido a problemas de salud que había sufrido desde su nacimiento, Sayce era un aprendiz rápido. Cuando se le asignó su primer tutor en 1855, ya estaba leyendo obras en latín y griego antiguo. Comenzó su educación formal en el Grosvenor College poco después de que su familia se mudara a Bath en 1858. A la edad de 18 años, ya se había enseñado a sí mismo a leer algo de egipcio antiguo, sánscrito y hebreo y había desarrollado un interés en la escritura cuneiforme. Publicó su primer artículo académico, Inscripciones cuneiformes de Van, en 1865.
En 1865, se convirtió en académico clásico en el Queen's College de Oxford. Durante su etapa como estudiante en Oxford, Sayce entabló amistad con Max Müller, John Rhys, John Ruskin y Henry Acland. Debido a su mala salud, Sayce pasó tiempo fuera de Oxford y realizó sus estudios en casa y durante visitas a los Pirineos y Suiza. Sayce logró obtener una calificación de primera clase en Classical Moderations (Griego y Latín) en 1866 y en Literae Humaniores (Filosofía e Historia Antigua) en 1868, y fue elegido para una beca vacante en el mismo año.
En 1869, Sayce fue designado profesor en Queen's College. Fue ordenado sacerdote en la Iglesia de Inglaterra en 1870. Los problemas persistentes con su vista casi pusieron fin a su carrera en Oxford, y Sayce pasó gran parte de su tiempo viajando por Europa. No fue sino hasta 1874, cuando quedó bajo la supervisión del oftalmólogo Richard Liebreich, que Sayce pudo reanudar su carrera académica. En el mismo año, fue nombrado representante de la universidad en la Compañía de Revisión del Antiguo Testamento. Además, Sayce comenzó a ofrecer conferencias en la Sociedad de Arqueología Bíblica de Nínive y colaboró con The Times y el New York Independent. En 1876, Sayce fue nombrado profesor adjunto de Filología Comparada, cargo que compartió con el profesor Max Müller, quien deseaba reducir sus responsabilidades. 
Después de su jubilación en 1915, Sayce continuó escribiendo y pasó su tiempo en Edimburgo, Oxford y Egipto. Al final de su vida, Sayce fue considerado más un aficionado que un especialista y recibió críticas por su falta de profundidad intelectual y su oposición anticuada al trabajo de los orientalistas continentales. En 1923, publicó Reminiscencias, un relato de su vida y sus numerosos viajes. En el momento de su muerte, estaba trabajando en una traducción de inscripciones descubiertas en  Ras Shamra. Sayce falleció el 4 de febrero de 1933 en Bath.
Las conferencias eran su vehículo de publicación favorito, y publicó sus  Conferencias Hibbert sobre la religión babilónica en 1887. Sayce también fue Gifford Lecturer entre 1900 y 1902, y Rhind Lecturer en 1906.
Sayce fue miembro fundador de la Sociedad de Arqueología Bíblica, de la cual fue presidente desde 1898 hasta su absorción por la Real Sociedad Asiática en 1919. También fue miembro activo de la Real Sociedad Asiática desde 1874 y miembro fundador de la Sociedad para la Promoción de Estudios Helénicos. 
A partir de 1872, Sayce pasó la mayor parte de sus veranos viajando por motivos de salud y en busca de nuevos textos. En 1879, renunció a su cargo de tutor en Oxford para dedicar su tiempo a la investigación y a la exploración del Próximo Oriente. En 1881, Sayce fue uno de los primeros eruditos en examinar la Inscripción de Siloé, que describió en el Palestine Exploration Fund Quarterly. Sayce renunció a su cátedra en 1890 y se mudó brevemente a Egipto, donde fue fundamental en la reapertura del Museo de El Cairo en 1891. En 1891, Sayce regresó a Oxford para convertirse en el primer Profesor de Asiriología de la universidad.

## Investigación

### Lenguas sumeria y acadia
Las primeras investigaciones de Sayce se centraron en las lenguas sumeria y acadia. incluye el descubrimiento de varios principios lingüísticos del sumerio. En su obra La gramática asiria para propósitos comparativos de Sayce (1872) , Sayce atrajo la atención de los asiriólogos consolidados hacia este "nuevo" idioma. En 1874, publicó su trabajo, La astronomía y la astrología de los babilonios, uno de los primeros artículos en traducir textos astronómicos cuneiformes.

### Ciencia del lenguaje
Sayce es considerado por algunos como uno de los padres fundadores del «Movimiento de Reforma» en la investigación lingüística a finales del siglo XIX. Sus dos obras destacadas, Introducción a la ciencia del lenguaje (1879) y Principios de filología comparada (1880), introdujeron al público en las tendencias lingüísticas emergentes en Europa continental a finales del siglo XIX y principios del siglo XX. Estos libros desafiaron las ideas predominantes en la filología comparada y destacaron la importancia de lo que Sayce denominó el principio de analogía.

### Lengua hitita
A finales de la década de 1870, Sayce se alejó de sus estudios sobre el sumerio y se concentró en las lenguas indoeuropeas. Teorizó que los grabados rupestres pseudo-sesostris en Asia Menor, como el relieve de Karabel históricamente atribuidos a los egipcios, fueron en realidad creados por otra cultura pre-griega. En 1876, especuló que los jeroglíficos de las inscripciones descubiertas en Hamat, Siria, no estaban relacionados con los sistemas de escritura asirio o egipcio, sino que provenían de otra cultura que identificó como los hititas. En 1879, Sayce amplió su teoría al sugerir que los relieves e inscripciones en Karabel, İvriz, de, Carchemish, Alaca Höyük y Yazilikaya  también fueron creadas por los hititas. Su hipótesis fue confirmada cuando visitó algunos de estos sitios durante un viaje por el Cercano Oriente ese mismo año. A su regreso a Inglaterra, Sayce presentó una conferencia en la Sociedad de Arqueología Bíblica en Londres, donde anunció que los hititas eran una cultura mucho más influyente de lo que se creía, con su propio arte y lengua. Sayce concluyó que el sistema jeroglífico hitita era predominantemente un silabario, es decir, sus símbolos representaban sílabas fonéticas. Había demasiados signos diferentes para que fuera un alfabeto, pero muy pocos para ser un conjunto de ideogramas. Un signo específico que representaba la divinidad aparecía en las piedras de Hamath y otros lugares, siempre como un prefijo de un grupo indescifrable de jeroglíficos que nombraban a las deidades. Esto llevó a Sayce a proponer que, al encontrar el nombre de una de estas deidades con la ayuda de otro idioma con pronunciación similar, se podría analizar la conversión de dicho nombre en jeroglíficos hititas. Además, afirmó que las claves obtenidas a través de este proceso podrían aplicarse a otras partes de una inscripción hitita donde apareciera el mismo signo.[cita requerida]
Sayce soñaba con encontrar una piedra de Rosetta hitita que facilitara su investigación. Intentó traducir una breve inscripción jeroglífica hitita hallada junto a un texto cuneiforme en un disco de plata que representaba al rey hitita, Tarkondemos. Junto con William Wright Sayce también identificó las ruinas de Boghazkoy Como Hattusa, la capital de un imperio hitita que se extendía desde el mar Egeo hasta las orillas del Éufrates.
Sayce publicó su investigación sobre los hititas en Los hititas: La historia de un imperio olvidado en 1888. Aunque realizó numerosos estudios sobre los hititas y su lengua, su trabajo fue criticado por otros académicos, ya que no aplicaba la crítica histórica, y sus intentos de descifrar los jeroglíficos hititas no tuvieron éxito.

### Egiptología
Desde principios de la década de 1880, Sayce pasó la mayor parte de sus inviernos en Egipto debido a su mala salud, y desarrolló un interés por la arqueología de la región. Sayce fue amigo de Flinders Petrie y trabajó en las inscripciones cuneiformes descubiertas por Petrie en Tel el Amarna. Durante la década de 1900, colaboró en El Kab , Egipto, con Somers Clarke. En sus excavaciones estacionales de invierno en Egipto, Sayce solía alquilar un barco bien amueblado en el Nilo para acomodar su biblioteca itinerante, lo que también le permitía ofrecer té a egiptólogos visitantes, como el joven estadounidenseJames Henry Breasted y su esposa.

### Libros
- Sayce (1865), Fresh light from the ancient monuments : a sketch of the most striking confirmations of the Bible, from recent discoveries in Egypt, Palestine, Assyria, Babylonia, Asia Minor, By-paths of Bible Knowledge III, London, United Kingdom: Religious Tract Society, consultado el 17 de abril de 2020. (2nd Edition, Religious Tract Society, 1884, consultado el 17 de abril de 2020.)(7th Edition, 1892, consultado el 17 de abril de 2020.)
- Sayce (1872), The origin of Semitic civilisation, chiefly upon philological evidence, London, United Kingdom: Harrison & Sons, consultado el 17 de abril de 2020.
- Sayce (1872), An Assyrian grammar for comparative purposes, London, United Kingdom: Trübner & Co, consultado el 17 de abril de 2020.
- Sayce (1874), The principles of comparative philology, London, United Kingdom: Trübner & Co, consultado el 17 de abril de 2020. (4th Edition, Scribner, 1893, consultado el 17 de abril de 2020.)
- Sayce (1875), Archaic classics. An elementary grammar; with full syllabary and progressive reading book, of the Assyrian language, in the cuneiform type, London, United Kingdom: Samuel Bagster, consultado el 17 de abril de 2020.
- Sayce (1876), A lecture on the study of comparative philology delivered November 13, 1876, Oxford, United Kingdom: James Parker & Co, consultado el 17 de abril de 2020.
- Sayce (1876), Lectures upon the Assyrian language, and syllabary: delivered to the students of the archaic classes, London, United Kingdom: Samuel Bagster, consultado el 17 de abril de 2020.
- Sayce (1877), Babylonian literature : lectures delivered at the Royal institution, London, United Kingdom: Samuel Bagster, consultado el 17 de abril de 2020.
- Sayce (1877), An elementary grammar: with full syllabary and progressive reading book, of the Assyrian language, in the cuneiform type, London, United Kingdom: Samuel Bagster, consultado el 17 de abril de 2020.
- Sayce (1880), «Introduction to the science of language», Nature (London, United Kingdom: C Kegan & Paul) 22 (551): 49-52, Bibcode:1880Natur..22...49K, doi:10.1038/022049a0. (Volume I, 1880., Volume II (1st edición), 1880, consultado el 17 de abril de 2020.), (Volume I, K. Paul, Trench & Co., 1883., Volume II (2nd edición), K. Paul, Trench & Co., 1883, consultado el 17 de abril de 2020.), (Volume I, 1890., Volume II (3rd edición), 1890, consultado el 17 de abril de 2020.),(Volume I (4th edición), 1900, consultado el 17 de abril de 2020.)
- Appleton; Sayce (1881), Dr Appleton : his life and literary relics, London, United Kingdom: Trübner & Co, consultado el 17 de abril de 2020.
- Sayce (1881), The ancient empires of the east; Herodotos I-III, London, United Kingdom: Macmillan & Co, consultado el 17 de abril de 2020.
- Sayce (1881), The monuments of the Hittites. And The bilingual Hittite and cuneiform inscription of Tarkondêmos, consultado el 17 de abril de 2020.
- Sayce (1885), Assyria : its princes, priests, and people, By-Paths of Biblical Knowledge VII, London, United Kingdom: Religious Tract Society, consultado el 17 de abril de 2020.
- Sayce (1885), An introduction to the books of Ezra, Nehemiah and Esther, London, United Kingdom: Religious Tract Society. (3rd Edition, 1889, consultado el 17 de abril de 2020.)
- Sayce (1887), Lectures on the origin and growth of religion as illustrated by the religion of the ancient Babylonians, The Hibbert Lectures, London, United Kingdom: Williams & Norgate, consultado el 17 de abril de 2020.
- Sayce, ed. (1889), Records of the past : being English translations of the ancient monuments of Egypt and Western Asia, London, United Kingdom: Samuel Bagster. (Volume I, 1889.,Volume II, 1889.Volume III, 1889., Volume IV, 1889., Volume V, 1889, consultado el 17 de abril de 2020.)
- Sayce (1889), The life and times of Isaiah : as illustrated by contemporary monuments, By-Paths of Biblical Knowledge XIII, London, United Kingdom: Religious Tract Society, consultado el 17 de abril de 2020.
- Sayce (1890), The Hittites : the story of a forgotten Empire, By-Paths of Biblical Knowledge XII, London, United Kingdom: Religious Tract Society, consultado el 17 de abril de 2020.
- Sayce (1891), The races of the Old Testament, By-Paths of Biblical Knowledge XVI, London, United Kingdom: Religious Tract Society, consultado el 17 de abril de 2020.
- Sayce (1893), Social Life Among the Assyrians and Babylonians, By-Paths of Biblical Knowledge XVIII, London, United Kingdom: Religious Tract Society, consultado el 17 de abril de 2020.
- Sayce (1894), The "higher criticism" and the verdict of the monuments, London, United Kingdom: Society for Promoting Christina Knowledge, consultado el 17 de abril de 2020.
- Sayce (1894), A primer of Assyriology, Present Day Primers, London, United Kingdom: The Religious Tract Society, consultado el 17 de abril de 2020.
- Sayce (1895), Patriarchal Palestine, London, United Kingdom: Society for Promoting Christian Knowledge, consultado el 17 de abril de 2020.
- Sayce (1895), The Egypt of the Hebrews and Herodotos, London, United Kingdom: Rivington, Percical & Co., consultado el 17 de abril de 2020.
- Sayce (1897), The early history of the Hebrews, London, United Kingdom: Rivingtons, consultado el 17 de abril de 2020.
- Sayce (1899), Early Israel and the Surrounding Nations, London, United Kingdom: SERVICE & PATON, consultado el 17 de abril de 2020.
- Sayce (1900), Babylonians and Assyrians, Life and Customs, London, United Kingdom: John C. Nimmo, consultado el 17 de abril de 2020.
- Sayce (1902), The religions of ancient Egypt and Babylonia; the Gifford lectures on the ancient Egyptian and Babylonian conception of the divine delivered in Aberdeen, London, United Kingdom: T & T Clark, consultado el 17 de abril de 2020.
- Sayce (1907), The archæology of the cuneiform inscriptions, London, United Kingdom: Society for Promoting Christian Knowledge, consultado el 17 de abril de 2020., (2nd edition (revised), 1908.)
- Sayce (1923), Reminiscences, London, United Kingdom: Macmillan & Co, consultado el 18 de abril de 2020.

### Artículos
- Sayce (1865). «Cuneiform inscriptions of Van». The Journal of the Royal Asiatic Society of Great Britain and Ireland (Cambridge University Press) XIV (3). Consultado el 17 de abril de 2020.
- Sayce (1871). «An Accadian Seal». The Journal of Philology 3: 1-50.
- Sayce (1873). «The Accadian numerals». Zeitschrift der Deutschen Morgenländischen Gesellschaft 27 (4): 696-702.
- Sayce (1874), «Preface»,  en von Bunsen, ed., The Chronology of the Bible Connected with Contemporaneous Events in the History of Babylonians, Assyrians and Egyptians, London, United Kingdom: Longmans, Green & Co.
- Sayce (1875). «The Astronomy of the Babylonians». Nature (Cambridge University Press) 12 (3): 489–491. Bibcode:1875Natur..12..489S. doi:10.1038/012489a0. Consultado el 17 de abril de 2020.
- Sayce (1876), «The results of the Examination-System at Oxford»,  en Pattison, ed., Essays on the endowment of research, London: Henry S King & Co, pp. 124-148.
- Sayce (1876). «The Dual of the Assyrian Perfect». Zeitschrift der Deutschen Morgenländischen Gesellschaft 30 (2): 310-312.
- Sayce (1876). «The Jelly Fish Theory of Language». The Contemporary Review 27 (April): 713-723. Consultado el 20 de mayo de 2020.
- Sayce (1877). «The Tenses of the Assyrian Verb». The Journal of the Royal Asiatic Society of Great Britain and Ireland (Cambridge University Press) 9 (1): 22-58. doi:10.1017/S0035869X00016762.
- Sayce (1877). «On the Hamathmite Inscriptions». Transactions of the Society of Biblical Archaeology 5: 22–32.
- Sayce (1878). «The Art of Prehistoric Greece». The Academy 13: 195-197.
- Sayce (1878). «The Phoenician of Ancient Greece». The Contemporary Review 34 (December): 60-76. Consultado el 20 de mayo de 2020.
- Bosanquet; Sayce (1879). «Preliminary Paper on the Babylonian Astronomy». Monthly Notices of the Royal Astronomical Society (Royal Astronomical Society) 39 (8): 454-461. doi:10.1093/mnras/39.8.454a.
- Sayce (1879). «Accadian Phonology». Transactions of the Philological Society 17 (1): 123-142. doi:10.1111/j.1467-968X.1879.tb01071.x.
- Sayce (1879). «The Origins of Early Art in Asia Minor». The Academy 36: 124.
- Bosanquet; Sayce (1880). «Babylonian Astronomy». Monthly Notices of the Royal Astronomical Society (Royal Astronomical Society) 40 (9): 565-578. doi:10.1093/mnras/40.9.565.
- Sayce (1880). «Notes from Journeys in the Troad and Lydia». The Journal of Hellenic Studies 1: 75-93. doi:10.2307/623615.
- Sayce (1880), «Inscriptions found at [[Hisarlik, Canakkale|Hissarlik]]»,  en Schliemann, Heinrich, ed., Ilios; the city and country of the Trojans, New York: Harper & Brothers, pp. 691-705, consultado el 17 de abril de 2020 Wikienlace dentro del título de la URL (ayuda).
- Ramsay; Sayce (1880). «On Some Pamphylian Inscriptions». The Journal of Hellenic Studies 1: 242-259. doi:10.2307/623623.
- Sayce (1882). «The Cuneiform Inscriptions of Van, Deciphered and Translated». The Journal of the Royal Asiatic Society of Great Britain and Ireland (Cambridge University Press) 14 (4): 377-732. doi:10.1017/S0035869X00018335.
- Sayce (1882). «The Monuments of the Hittites». Transactions of the Society of Biblical Archaeology 7: 248–293.
- Sayce (1882). «The Bilingual Hittite and Cuneiform Inscriptions at Tarkondemos». Transactions of the Society of Biblical Archaeology 7: 294–308.
- Sayce (1884), «Preface»,  en Schliemann, ed., Troja : results of the latest researches and discoveries on the site of Homer's Troy, London: John Murray, consultado el 17 de abril de 2020.
- Sayce (1887). «Balaam's Prophecy (Numbers XXIV, 17-24) and the God Sheth». Hebraica (The University of Chicago Press) 4 (1): 1-6. doi:10.1086/368977.
- Sayce (1887). «The Origin of the Augment». Transactions of the Philological Society 20 (1): 652-655. doi:10.1111/j.1467-968X.1887.tb00117.x.
- Sayce (1888). «The White Race of Palestine». Nature (The University of Chicago Press) 38 (979): 321-322. Bibcode:1888Natur..38..321S. doi:10.1038/038321a0.
- Sayce (1889), «Chapter 5: The Papyri»,  en Petrie, ed., Hawara, Biahmu, and Arsinoe, London: Field & Tuer, consultado el 17 de abril de 2020.
- Sayce (1889). «Polytheism in Primitive Israel». The Jewish Quarterly Review (University of Pennsylvania Press) 2 (1): 321-322. doi:10.2307/1450128.
- Sayce (1889). «Ancient Arabia». Science (American Association for the Advancement of Science) 14 (358): 406-408. PMID 17800293. doi:10.1126/science.ns-14.358.406.
- Sayce (1890), «The Witness of Ancient Monuments to the Old Testament Scriptures», Historical evidences of the Old Testament, New York: American Tract Society, pp. 5-56, consultado el 17 de abril de 2020.
- Sayce (1890). «Jewish Tax-Gatherers at Thebes in the Age of the Ptolemies». The Jewish Quarterly Review (University of Pennsylvania Press) 2 (4): 400-405. doi:10.2307/1450164.
- Sayce (1890). «Blessed Be Abram of the Most High God.». Hebraica (The University of Chicago Press) 6 (4): 312-314. doi:10.1086/369101.
- Sayce (1891), «Chapter 9: The Greek Papyri»,  en Petrie, ed., Illahun, Kahun and Gurob : 1889-1890, London: David Nutt, consultado el 17 de abril de 2020.
- Sayce (1891). «Modern Name of Ur of the Chaldees». The Journal of the Royal Asiatic Society of Great Britain and Ireland (Cambridge University Press) (July): 479.
- Sayce (1892). «The New Bilingual Hittite Inscription». The Journal of the Royal Asiatic Society of Great Britain and Ireland (Cambridge University Press) (April): 369-370.
- Sayce (1893). «The Cuneiform Inscriptions of Van. Part IV». The Journal of the Royal Asiatic Society of Great Britain and Ireland (Cambridge University Press) (Jan): 1-39.
- Sayce (1894). «The Cuneiform Inscriptions of Van. Part V». The Journal of the Royal Asiatic Society of Great Britain and Ireland (Cambridge University Press) (Oct): 691-732.

Sayce también contribuyó con varios artículos a la Encyclopædia Britannica, tanto en su novena edición (1875-1889) como en su décima edición (1902-1903), incluyendo temas como Babilonia, Babilonia y Asiria, y Wilhelm von Humboldt; Asimismo, en la  undécima edición de la Encyclopædia Britannica (1911), escribió sobre Asur (ciudad), Asurbanipal, Babilonia, Babilonia y Asiria, Belsasar, Beroso, Caria, Ecbatana, Elam, Esarhaddón, Gramática, Giges, Karl Wilhelm von Humboldt, los casitas, Laodicea, Licia, Lidia, Persépolis (en parte), Sardanápalo, Sargón, Senaquerib, Salmanasar, Sippara y Susa.

### Editoriales
- Smith (1878),  Sayce, ed., History of Sennacherib: Translated from the Cuneiform Inscriptions, London: Williams & Norgate, consultado el 17 de abril de 2020.
- Smith (1880),  Sayce, ed., The Chaldean account of Genesis, London: Sampson Lowe, Marston, Searle, and Rivington, consultado el 17 de abril de 2020.
- Vaux (1893),  Sayce, ed., Persia from the earliest period to the Arab conquest, London: Society for Promoting Christian Knowledge, consultado el 17 de abril de 2020.
- Maspero (1894),  Sayce, ed., The dawn of civilization : Egypt and Chaldæa, London: Society for Promoting Christian Knowledge, consultado el 17 de abril de 2020.